# Franzendorf (Gemeinde Ludmannsdorf)
Franzendorf ist eine Ortschaft von Ludmannsdorf im Bezirk Klagenfurt-Land im Bundesland Kärnten.
Das Dorf liegt westlich von Ludmannsdorf am nördlichen Ufer über der Drau, die hier im Feistritzer Stausee gestaut ist. Das Dorf ist geprägt durch die Land- und Viehwirtschaft der ansässigen Bauern.

## Söhne und Töchter des Ortes
- Valentin Reichmann (1891–1961), österreichischer Kaufmann und Politiker